# Tour de Normandie
Tour de Normandie – kolarski wyścig wieloetapowy, rozgrywany we francuskiej Normandii. 
Pierwsza edycja odbyła się w 1939. Kolejne cztery edycje rozegrano dopiero w latach 1956–1959, a regularnie co roku impreza odbywała się od 1981 (z wyjątkiem przerwy w latach 2020 i 2021 spowodowanej pandemią COVID-19). Od początku istnienia cyklu UCI Europe Tour była jego częścią z kategorią 2.2. Ostatnia edycja wyścigu miała miejsce w 2022, a w lipcu tego samego roku organizatorzy ogłosili, iż impreza, ze względu na problemy organizacyjne, nie będzie kontynuowana.

## Zwycięzcy
Opracowano na podstawie:
| Rok  | Pierwsze            | Drugie                     | Trzecie              |
| ---- | ------------------- | -------------------------- | -------------------- |
| 1939 | Guillaume Godère    | Georges Gourhand           | Ernest Jouen         |
| 1956 | Amand Audaire       | Eugène Letendre            | Laurent Cariou       |
| 1957 | Pierre Gouget       | Jean Bourlès               | Pierre Barbotin      |
| 1958 | Joseph Wasko        | Elie Lefranc               | Fernand Lamy         |
| 1959 | Laurent Leboulanger | Henri Duez                 | Elie Lefranc         |
| 1981 | Michel Riou         | Peter Loosli               | Michel Riou          |
| 1982 | Daniel Leveau       | Vincent Barteau            | Ole Byriel           |
| 1983 | Yvan Frebert        | Frits Schür                | Henk van Weers       |
| 1984 | Mario Kummer        | Bernd Drogan               | Ole Erichsen         |
| 1985 | Paul Curran         | Peter Hofland              | Hervé Henriet        |
| 1986 | Nenczo Stajkow      | Vladimir Vavra             | Keith Reynolds       |
| 1987 | Yvan Frebert        | Thierry Barrault           | Jean-Luc Aulnette    |
| 1988 | Wiaczesław Jekimow  | Dmitrij Żdanow             | Anthony Theus        |
| 1989 | Sébastien Flicher   | Gérard Picard              | Wiaczesław Jekimow   |
| 1990 | Dmitrij Żdanow      | Patrick Botherel           | Richard Vivien       |
| 1991 | Stéphane Heulot     | Eddy Seigneur              | Michaił Orłow        |
| 1992 | Thierry Dupuy       | Didier Faivre-Pierret      | Matt Illingworth     |
| 1993 | Emmanuel Mallet     | Mike Weissmann             | Stefan Sels          |
| 1994 | Saulius Šarkauskas  | Ivanas Romanovas           | Remigijus Lupeikis   |
| 1995 | Ole Sigurd Simensen | Jens Voigt                 | Gorazd Štangelj      |
| 1996 | Frédéric Pontier    | Jacky Durand               | Stéphane Barthe      |
| 1997 | Glenn Magnusson     | Jacek Mickiewicz           | Cezary Zamana        |
| 1998 | Torsten Schmidt     | Andreas Klöden             | Thierry Gouvenou     |
| 1999 | Steffen Kjærgaard   | Saulius Ruškys             | Thierry Gouvenou     |
| 2000 | Ludovic Auger       | Anthony Morin              | Guillaume Auger      |
| 2001 | Thor Hushovd        | Cédric Loué                | Marcus Ljungqvist    |
| 2002 | Jérôme Pineau       | Jørgen Bo Petersen         | Arkadiusz Wojtas     |
| 2003 | Samuel Dumoulin     | Dmitrij Murawjow           | Krasimir Wasilew     |
| 2004 | Thomas Dekker       | Joost Posthuma             | Arkadiusz Wojtas     |
| 2005 | Kai Reus            | Stéphane Pétilleau         | Martín Garrido       |
| 2006 | Kai Reus            | Aleksandr Chatuncew        | Jos van Emden        |
| 2007 | Martijn Maaskant    | Kristoffer Gudmund Nielsen | Tom Leezer           |
| 2008 | Antoine Dalibard    | Thomas Berkhout            | Christofer Stevenson |
| 2009 | Bram Schmitz        | Thomas Berkhout            | Benoît Sinner        |
| 2010 | Ronan van Zandbeek  | Freddy Bichot              | José Herrada         |
| 2011 | Alexandre Blain     | Mathieu Simon              | Wesley Kreder        |
| 2012 | Jérôme Cousin       | Guillaume Malle            | Alexandr Pliușchin   |
| 2013 | Silvan Dillier      | Alexandre Blain            | Dylan van Baarle     |
| 2014 | Stefan Küng         | Benoît Jarrier             | Reidar Borgersen     |
| 2015 | Dimitri Claeys      | Alex Peters                | Thomas Scully        |
| 2016 | Baptiste Planckaert | Olivier Pardini            | Benoît Sinner        |
| 2017 | Anthony Delaplace   | Justin Mottier             | Justin Jules         |
| 2018 | Thomas Stewart      | Alexander Krieger          | Bjørn Tore Hoem      |
| 2019 | Ole Forfang         | Arvid de Kleijn            | Trond Trondsen       |
| 2022 | Mathis Le Berre     | Thomas Bonnet              | Paul Penhoët         |